# ساتر

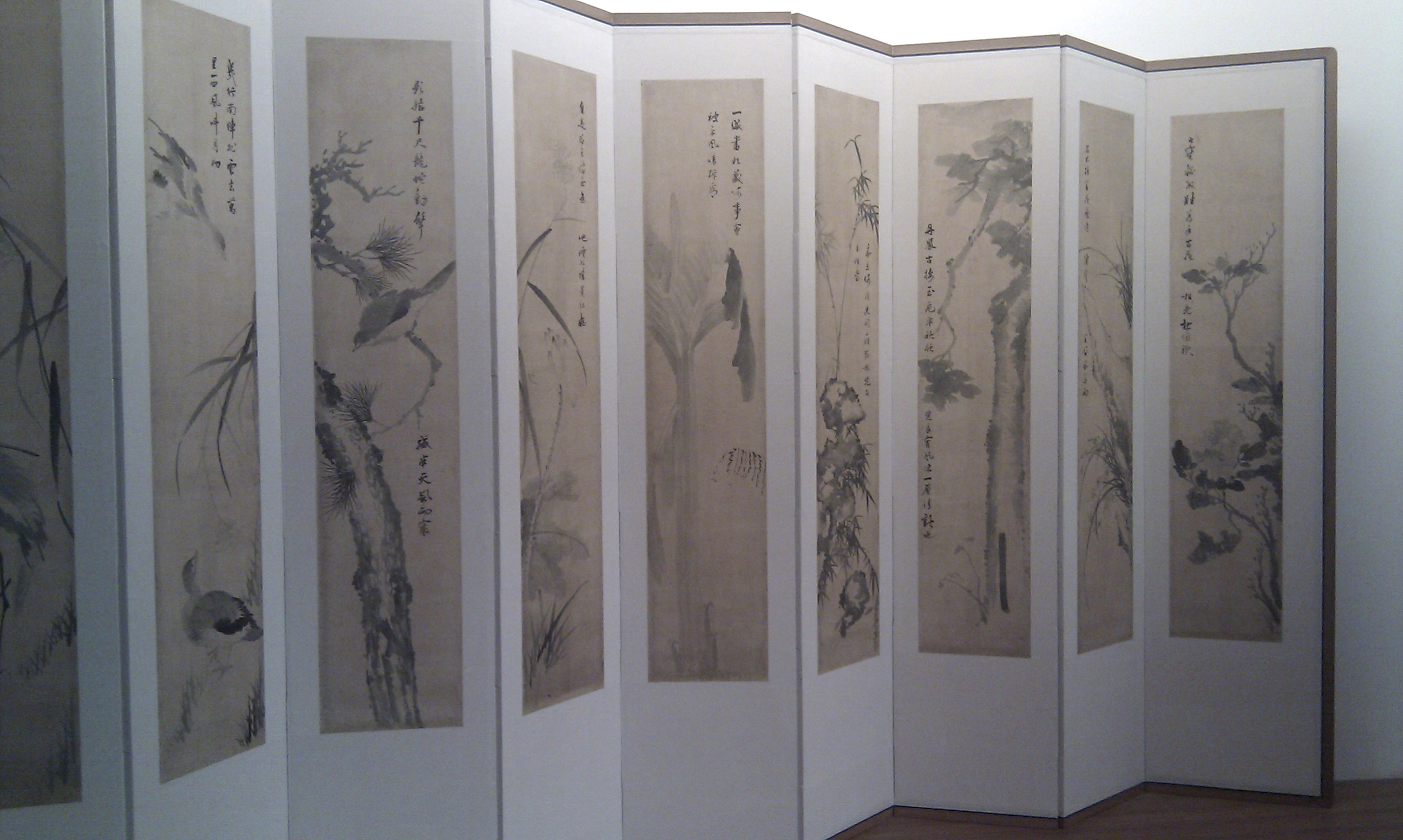

الساتر (الجمع: سَوَاتِر) ما يتخذ من خشب أو غيره في مداخل الحجرات والإبهاء لحجب ما فيها عن الأنظار او الوقاية من مجرى الهواء .